# 卡緬卡-第聶伯羅夫斯卡
卡緬卡-第聶伯羅夫斯卡（羅馬化：Kamianka-Dniprovska，發音：[ˈkɑmjɐnkɐ d⁽ʲ⁾n⁽ʲ⁾iˈprɔu̯sʲkɐ] ⓘ），又按俄語名譯為卡緬卡-第聶伯羅夫斯卡亞，是乌克兰扎波羅熱州瓦西里夫卡區卡緬卡-第聶伯羅夫斯卡市鎮内的城市及该市镇的行政中心，2020年7月18日前为卡緬卡-第聶伯羅夫斯卡區的行政中心。該市位於卡霍夫卡水庫左岸，距離州府扎波罗热132公里。始建於1786年，面積20.65平方公里，海拔高度15米，2022年人口数量為12,117人。

## 图集

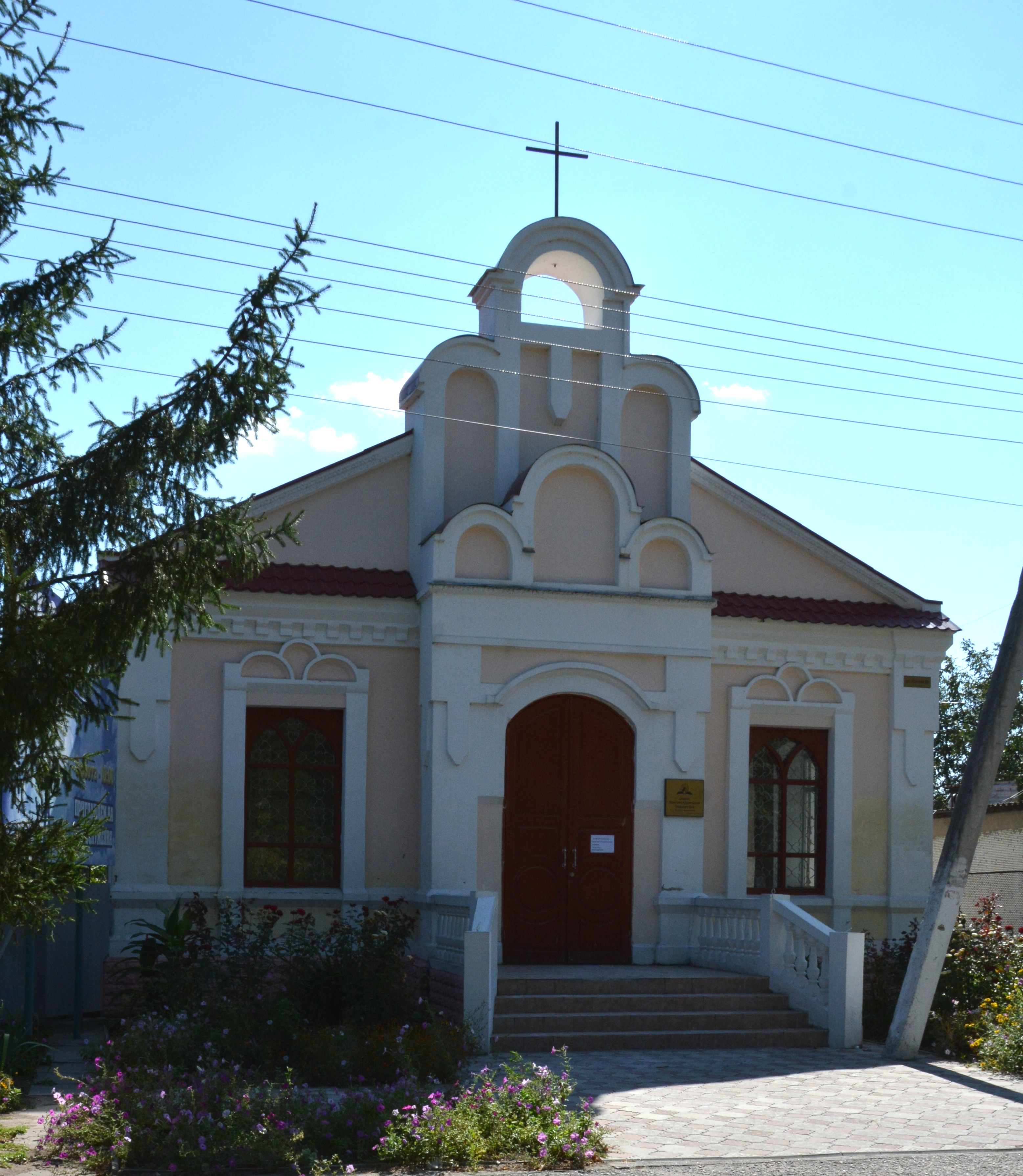
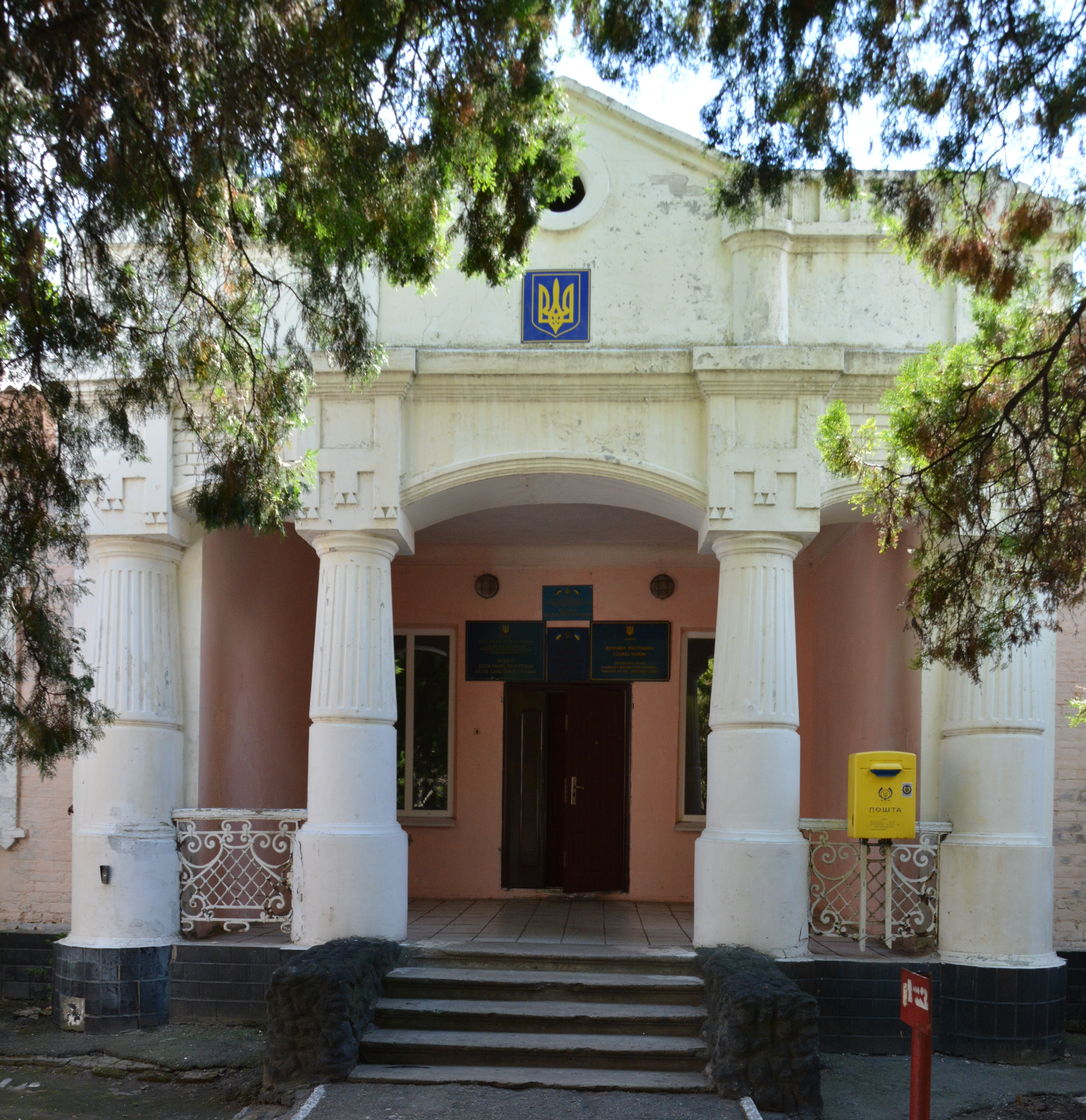
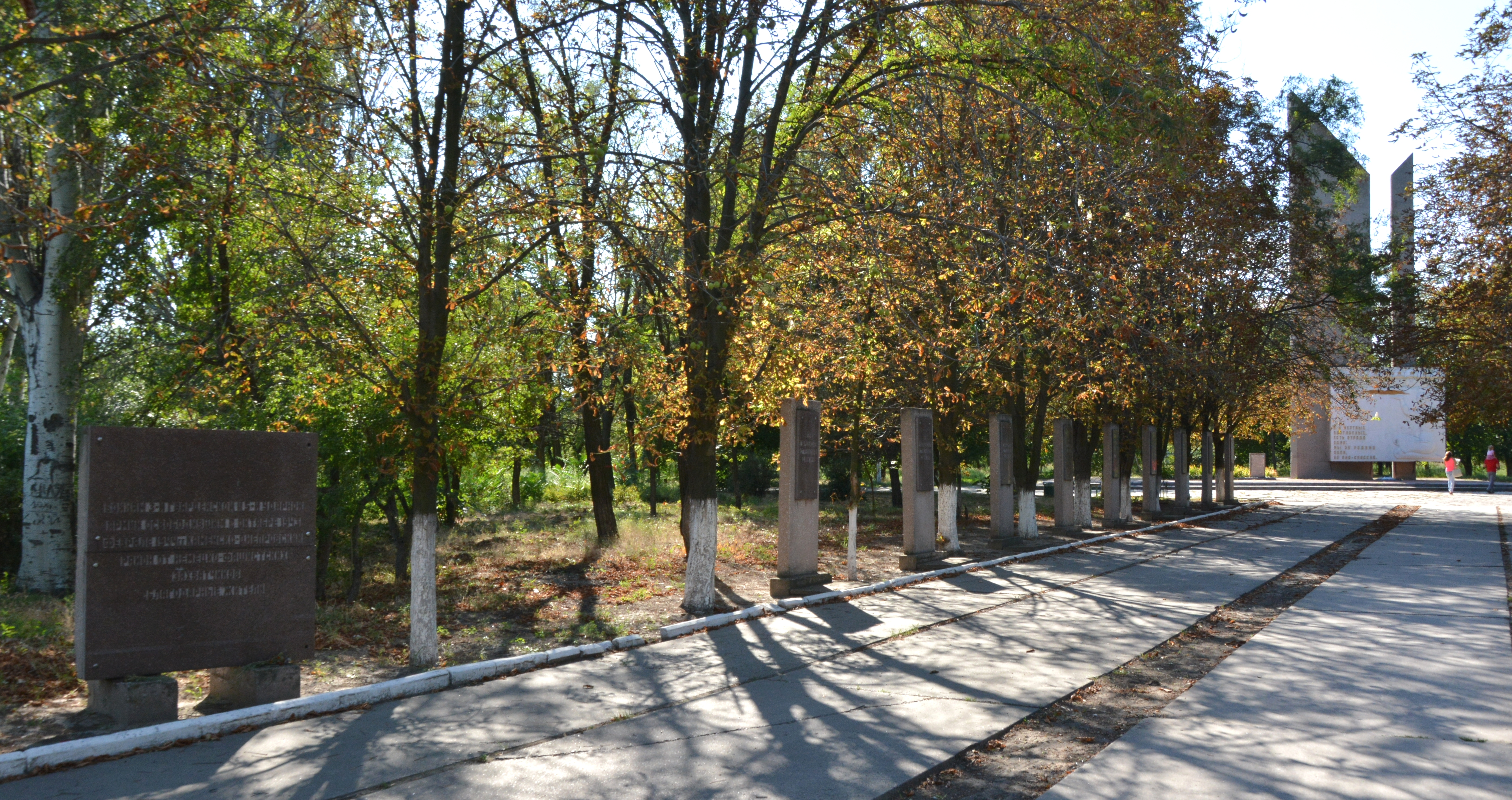